# Cover Flow

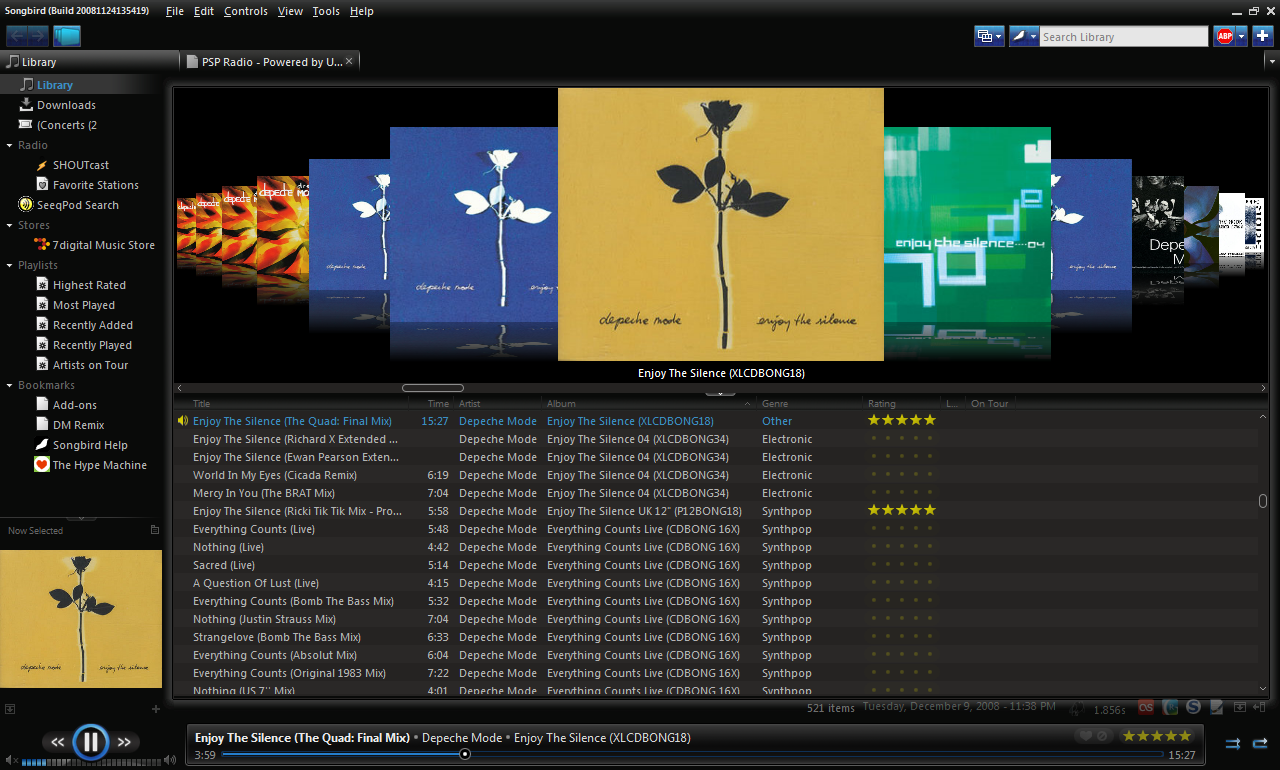
Cover Flow in Songbird

Cover Flow (englisch) ist eine virtuelle 3D-Umgebung zum Anzeigen von grafischen Elementen, die als Navigation für Musiksammlungen bekannt wurde. Dabei werden die Cover der Musikalben virtuell in einer Reihe positioniert. Wie in einem Katalog kann man dabei mit einem Eingabegerät (z. B. mit der Maus) durch eine Musiksammlung blättern.
Cover Flow wurde von der Firma Steel Skies entwickelt, das in der letzten Version als Beta 1.997 vorlag. Apple kaufte daraufhin diese Technik auf und integrierte sie in ihre Software. Allerdings machte die Firma Mirror Worlds Technologies Inc. Patentrechte geltend und obsiegte insoweit am 5. Oktober 2010 vor Gericht. Am 4. April 2011 wurde dieses Urteil wieder aufgehoben.
Die Cover-Flow-Technik war in Apples iTunes Version 7.0 bis Version 10 verfügbar. Am 5. Oktober 2007 gab Apple bekannt, Cover Flow in den iPod nano 3G, den iPod classic und den iPod touch zu integrieren. In dem seit dem 29. Juni 2007 in den USA erhältlichen iPhone ist es ebenso enthalten wie im iPod Nano der 4. Generation (4G) und im iPod Nano der 5. Generation (5G).
Cover Flow wird seit Mac OS X Leopard als Ordneransicht angeboten, das in Verbindung mit der Option „Quick Look“ eine Vorschau von Dateien ermöglicht. In macOS Mojave wurde die Ansicht durch die Galerieansicht ersetzt.
Der Cover-Flow-Effekt wird auch von anderen Plattformen unterstützt. Unter Windows und Linux bietet der Open-Source-Medien-Player Songbird eine Cover-Flow-Animation zur Auswahl von Alben. Für Linux ist mit Hilfe des Composition- und Fenstermanagers Compiz oder KDEs KWin (Cover-Switch ab Version 4.1) ein Wechsel zwischen verschiedenen Programmen im Cover-Flow-Stil möglich.
In der Version 11.0 von Apples iTunes wurde Cover Flow gänzlich entfernt.